# Grissen
Grissen är en sjö i Rättviks kommun i Dalarna och ingår i Dalälvens huvudavrinningsområde. Sjön har en area på 0,22 kvadratkilometer och ligger 292 meter över havet. Sjön avvattnas av vattendraget Österängsån.

## Delavrinningsområde
Grissen ingår i det delavrinningsområde (675414-146630) som SMHI kallar för Ovan Årängsån. Medelhöjden är 300 meter över havet och ytan är 46,09 kvadratkilometer. Det finns inga avrinningsområden uppströms utan avrinningsområdet är högsta punkten. Österängsån som avvattnar avrinningsområdet har biflödesordning 3, vilket innebär att vattnet flödar genom totalt 3 vattendrag innan det når havet efter 307 kilometer. Avrinningsområdet består mestadels av skog (76 procent) och sankmarker (11 procent). Avrinningsområdet har 0,62 kvadratkilometer vattenytor vilket ger det en sjöprocent på 1,3 procent.